# Per Javette
Per Axel Gunnar "Pelle" Javette, född 9 mars 1914 i Masthuggs församling, Göteborg, död 25 augusti 1998 i Carl Johans församling, Göteborg, var en svensk boxare, aktiv i weltervikt i Hisingens BK. Han spelade även sex allsvenska fotbollsmatcher för Gais våren 1938.
Javette värvades till Gais från division III-klubben Marieholms BoIK inför vårsäsongen 1938, men gjorde ingen större lycka som centerforward; Gais åkte ur allsvenskan samma vår och Javette spelade inga fler matcher för klubben.